# Gorily v Zoo Praha

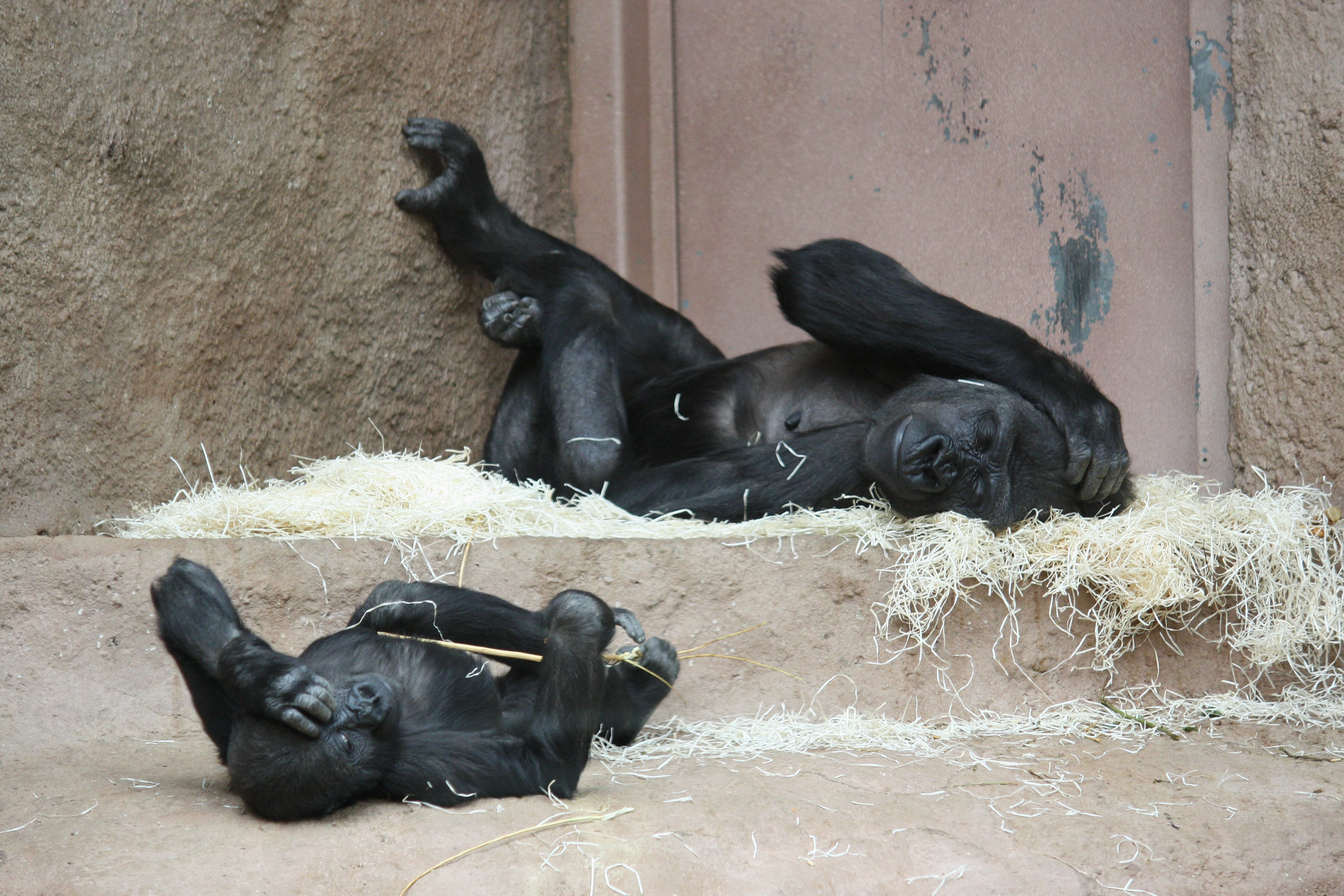
Pražské gorily ve starém pavilonu (Centrum Méfou), 2010

Chov goril nížinných (Gorilla gorilla gorilla) byl v Zoo Praha zahájen roku 1963 s příchodem prvního samce jménem Titan, ke kterému se brzo poté přidala samice Nigra. Oba byli narozeni v divoké přírodě, většina současné skupiny je už odchována v zajetí.
V Zoo Praha se od roku 2004 narodilo již 10 mláďat (2 z nich zemřela během porodu a jedno se jako pětileté při hře s lanem oběsilo). Vzhledem k nízkému počtu samic gorily nížinné v zajetí, které dokázaly zabřeznout, úspěšně porodit a samostatně se postarat o své mládě, jde o úspěšný chov.
V červnu 2022 byla tlupa rozdělená na dvě skupiny. V dolní části areálu zoo ve starém pavilonu žije samec Richard a jeho starší synové a v horní části zoo v novém pavilonu goril Rezervace Dja byla založena nová chovná skupina. První mládě se v nové skupině narodilo samici Duni 2. ledna 2024. Díky vzorku z pupečníku bylo po dvou týdnech potvrzeno, že jde o samičku. Druhé mládě, jehož otcem je také nový chovný samec Kisumu, porodila samice Kijivu 12. dubna 2024.
Chovné skupiny:
Centrum Méfou:
- Richard
- Kiburi (Richard + Kijivu)
- Nuru (Richard + Kijivu)

Rezervace Dja:
- Kisumu[11]
- Duni (Mojina dcera a Richardova + Kijivina vnučka)[12]
- Kijivu
- Shinda
- Kamba
- Ajabu (Richard + Shinda)
- Mobi (Kisumu + Duni) (Mojina vnučka a Richardova + Kijivina pravnučka)
- Gaia (Kisumu + Kijivu)

## Mláďata
- 13. prosince 2004 Moja (Richard + Kijivu), žije v Přírodním parku Cabárceno (Španělsko)
- 11. dubna 2007 mrtvé (Richard + Kamba)
- 30. května 2007 – 27. července 2012 Tatu (Richard + Kijivu)
- 24. dubna 2010 Kiburi (Richard + Kijivu), žije v Zoo Praha
- 8. listopadu 2011 Tano (Richard + Bikira), žije v mnichovské Zoo Tierpark Hellabrunn (Německo)
- 22. prosince 2012 Nuru (Richard + Kijivu), žije v Zoo Praha
- 24. února 2013 mrtvé (Richard + Kamba)
- 23. dubna 2016 Ajabu (Richard + Shinda), žije v Zoo Praha
- 2. ledna 2024 Mobi (Kisumu + Duni), žije v Zoo Praha
- 12. dubna 2024 Gaia (Kisumu + Kijivu), žije v Zoo Praha

## Gorily v Zoo Praha
V chovu Zoo Praha se objevilo již na dvě desítky goril, z nichž několik se přímo v zoo narodilo. Část goril pocházela přímo z divoké přírody, větší část byla však odchována již v zajetí.
| jméno   | narození          | úmrtí             | věk    | původ                         | příchod do zoo                         | detaily života |
| ------- | ----------------- | ----------------- | ------ | ----------------------------- | -------------------------------------- | --- |
| Titan   | 1962              | 1988              | 26 let | rovníková Afrika              | 1963                                   | Tvořil pár s Nigrou, zemřel v Zoo Praha. |
| Nigra   | 1962              | 17. května 2005   | 43 let | rovníková Afrika              | 1963                                   | 1999 převezena na dožití do zoo v německém Rostocku. |
| Gája    | 1972              | 8. listopadu 2012 | 40 let | rovníková Afrika              | 1973                                   | V roce 1998 přesunuta do Zoo La Vallée des Singes, kde porodila úspěšně dvě mláďata.                                                                                               |
| Golda   | 1972              | 1998              | 26 let | rovníková Afrika              | 1973                                   | V roce 1998 přesunuta s Gájou, krátce nato zemřela na srdeční selhání. |
| Jimmy   | 1972              | 1990              | 18 let | rovníková Afrika              | 1975                                   | – |
| Assumbo | 1973              | –                 |        | Zoo Jersey (GB)               | 1975                                   | Převezen na dožití do zoo v německém Rostocku. |
| Kamba   | 1972              | –                 |        | Kamerun                       | 2001, 2005                             | Původně družka samce Tadaa, zabřezla jen dvakrát v Praze s Richardem – mláďata se narodila mrtvá. Od léta 2022 žije v novém pavilonu (Rezervace Dja).                              |
| Tadao   | 1972              | 2021              | 49 let | rovníková Afrika              | 2001                                   | Většinu života strávil v Zoo Dvůr Králové, v Praze pobýval jen do povodní 2002. |
| Pong    | 1995              | 2002              | 7 let  | Katar                         | 2001                                   | Zahynul při povodních 2002. |
| Shinda  | 14. června 1991   | –                 |        | Zoo Apenheul, Apeldoorn (NL)  | 2001, 2003                             | Nevlastní sestra Kijivu (stejný otec), matka samečka Ajabu. Od léta 2022 žije v novém pavilonu (Rezervace Dja).                                                                    |
| Kijivu  | 18. března 1993   | –                 |        | Zoo Apenheul, Apeldoorn (NL)  | 2001, 2003                             | Nevlastní sestra Shindy, čtyřnásobná matka s Richardem v původním pavilonu. Od léta 2022 žije v novém pavilonu (Rezervace Dja). V dubnu 2024 porodila Gaiu, dceru od samce Kisumu. |
| Richard | 9. listopadu 1991 | –                 |        | Zoo Frankfurt nad Mohanem (D) | 2003                                   | Vůdce tlupy a otec všech pražských mláďat narozených 2004–2016, přišel ze zoo v anglickém Paigntonu. Od léta 2022 vůdce samčí skupiny v původním pavilonu (Centrum Méfou).         |
| Moja    | 13. prosince 2004 | –                 |        | Zoo Praha                     | narozena v zoo                         | Otec Richard a matka Kijivu, 2011 přepravena do španělského parku Cabárceno. |
| Tatu    | 30. května 2007   | 27. července 2012 | 5 let  | Zoo Praha                     | narozen v zoo                          | Otec Richard a matka Kijivu, oběsil se na provaze při hře v ubikaci roku 2012. |
| Kiburi  | 24. dubna 2010    | –                 |        | Zoo Praha                     | narozen v zoo                          | Otec Richard a matka Kijivu. Od léta 2022 člen samčí skupiny v původním pavilonu (Centrum Méfou).                                                                                  |
| Bikira  | 12. května 1995   | 9. dubna 2021     | 25 let | Zoo Artis Amsterdam (NL)      | 2010                                   | Dětství strávila v gorilí školce ve Stuttgartu, poté přesídlila do Belfastu. Uhynula následkem úrazu neznámého původu.                                                             |
| Tano    | 8. listopadu 2011 | –                 |        | Zoo Praha                     | narozen v zoo                          | Otec Richard a matka Bikira, 2011 přestěhován do gorilí školky ve Stuttgartu. Od roku 2015 žije v mnichovském Tierpark Hellabrunn.                                                 |
| Nuru    | 22. prosince 2012 | –                 |        | Zoo Praha                     | narozen v zoo                          | Otec Richard a matka Kijivu. Od léta 2022 člen samčí skupiny v původním pavilonu (Centrum Méfou).                                                                                  |
| Ajabu   | 23. dubna 2016    | –                 |        | Zoo Praha                     | narozen v zoo                          | Otec Richard a matka Shinda. Na podzim 2019 kastrován. Od léta 2022 žije v novém pavilonu (Rezervace Dja).                                                                         |
| Kisumu  | 1997              | _                 |        | Mnichov (D)                   | 2022                                   | Vůdce nové chovné skupiny založené v pavilonu Rezervace Dja v roce 2022, přišel z mládenecké skupiny z rakouského Schmidingu.                                                      |
| Duni    | 16. dubna 2013    | _                 |        | Cabárceno (ES)                | 2022                                   | Dcera v Praze narozené samice Moji a samce Nicka. |
| Mobi    | 2. ledna 2024     | _                 |        | Zoo Praha                     | narozena v zoo – první v Rezervaci Dja | Dcera samice Duni a samce Kisumu. Vnučka Moji a pravnučka Richarda a Kijivu |
| Gaia    | 12. dubna 2024    |                   |        | Zoo Praha                     | narozena v zoo - druhá v Rezervaci Dja | Páté mládě a druhá dcera samice Kijivu. Otec Kisumu. Nevlastní sestra pro Moju (stejná matka, různý otec) i pro Mobi (stejný otec, různá matka).                                   |

## Historie chovu goril v Praze

### První pražské gorily

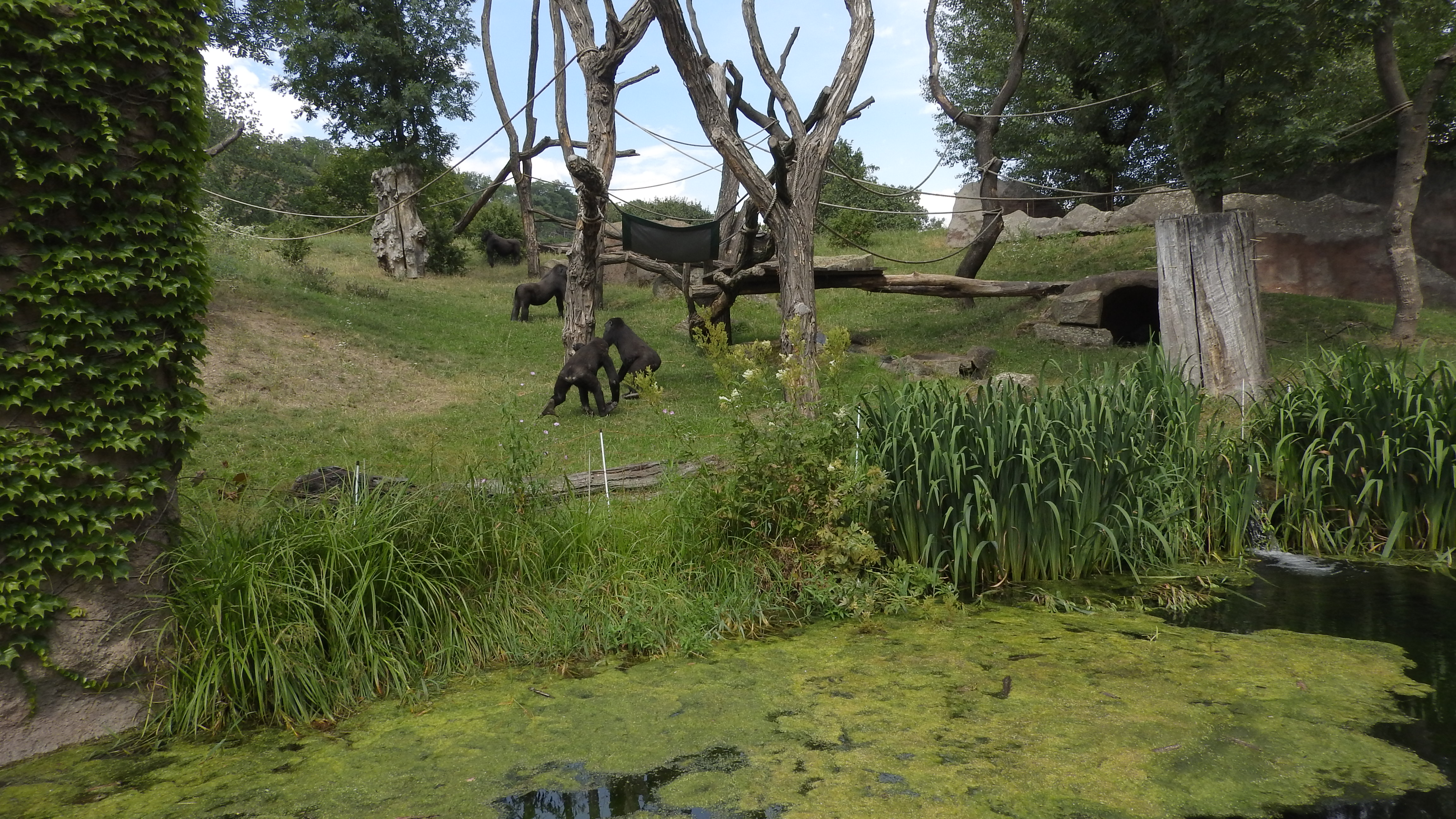
Venkovní expozice pavilonu goril, léto 2018

První gorila dorazila do Zoo Praha roku 1963. Šlo o asi ročního samce pojmenovaného Titan, který byl spolu s dalšími několika exotickými zvířaty zakoupen od obchodníka van Brinka a letecky dopraven do Prahy a ubytován v tehdejším pavilonu opic. Mládě se narodilo ve volné přírodě, nejspíš roku 1962, ale bylo upytlačené a následně zabavené. O tři čtvrtě roku později (1963) zoo získala samici Nigru, opět odchycenou v divoké přírodě, narozenou asi ve stejném roce jako Titan.
Pár obohatily postupně tři další gorily původem z volné přírody. V listopadu roku 1973 přišly do zoo samice Gája a Golda. (Kmotrou se jim stala zpěvačka Petra Černocká.) Po asi roce v zoo byla Golda operována – v hýžďových svalech jí zůstala zapouzdřená kulka, kterou si dovezla ze své domoviny. Po dvou letech v zoo byly Gája a Golda převezeny do Zoo Dvůr Králové, kde však pobývaly bez partnera. V roce 1998 se znovu přestěhovaly, tentokrát do zoo La Vallée des Signes v jihozápadní Francii, kde se připojily k samci Yaoundé a samici Virunga. Téhož roku Golda zemřela na srdeční selhání.
Gája v novém domově porodila dva potomky – v roce 2002 samičku Kwanza a v roce 2006 samičku Miliki, v té době jí bylo už 29 a při druhém porodu 33 let. O mláďata se nedokázala postarat, bylo tak přikročeno k lidské péči a kojení z lahve. Po několika měsících ji mláďata byla navrácena a Gája další starost o ně již zvládala.
V roce 1975 přišel do Zoo Praha samec Jimmy, opět z volné přírody, dožil se v Praze 18 let. Bezprostředně poté se do zoo přestěhoval sedmnáctiletý samec Assumbo, který větší část života strávil se samicí Nigrou. Ošetřovatelé tyto dva dokonce učili kreslit pastelkami. Nějakou dobu strávil pak Assumbo i s Gájou a Goldou. Ve svých 26 letech se Assumbo spolu s Nigrou přestěhovali na dožití do zoo v německém Rostocku.

### Vznik nového pavilonu
Další jedinci se již stěhovali do nového pavilonu vystavěného přímo pro gorily. Ten byl otevřen roku 2001 a jeho výstavba trvala téměř dva roky. Kromě páru samice Kamby a samce Tadaa, dovezených ze Zoo Dvůr Králové, byl prvním novým obyvatelem i samec Pong, který se jako šestiletý odrostlý adolescent nastěhoval právě roku 2001. Byl dopraven letecky do Prahy z Kataru, kde žil o samotě v soukromé zoo arabského šejka a neznal tak pravidla gorilích tlup. To vyústilo v šarvátky s tehdejším dominantním samcem Tadaem.
Pro samce Ponga sehnala zoo dvě nové partnerky z australského Sydney ze Zoo Taroga – šlo o samice Shindu a Kijivu. Obě dvě se narodily v holandském Appeldoornu, mají stejného otce, jde tedy o nevlastní sestry. Do Prahy přicestovaly v září 2001.

Vznikla tak skupina dvou samců složená z Ponga a Tadaa a tří samic Kijivu, Shindy a Kamby.

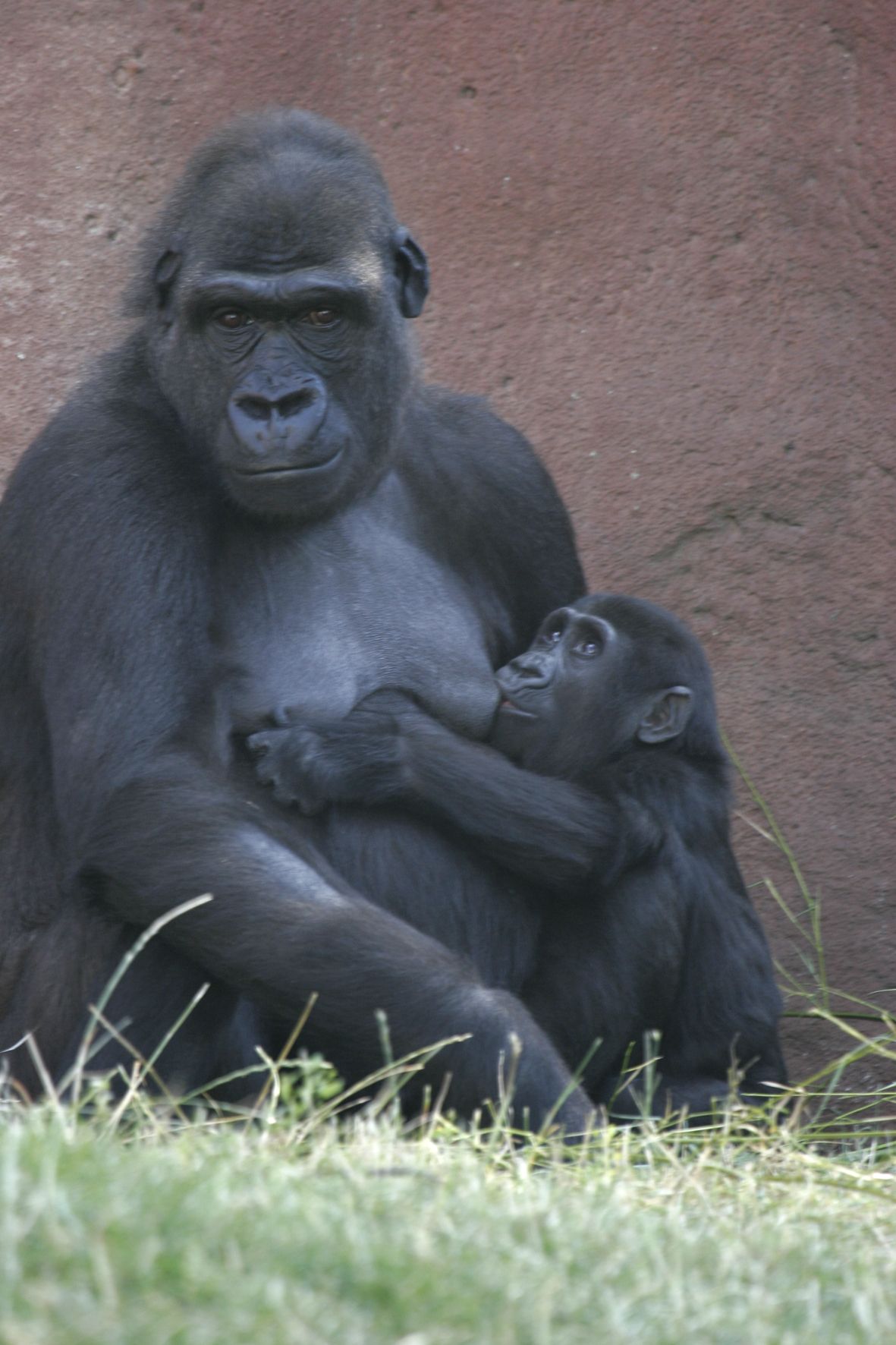
Kijivu a její mládě Moja, Zoo Praha

### Povodně 2002
V létě roku 2002 udeřily na Zoo Praha ničivé povodně, které zatopily její spodní část a vyžádaly si život více než stovky zvířat, hlavně ptáků Citelně postihly právě Pavilon goril, bývalý Pavilon velkých savců (na jeho místě vznikla Rezervace Bororo) a Pavilon šelem a plazů. Během srpnových povodní zahynul také gorilí samec Pong, kterého se nepodařilo evakuovat z pavilonu. Zbytek tlupy byl uspaný, úspěšně převezen na člunech a do zrekonstruování pavilonu ubytován v Zoo Dvůr Králové.

### Založení nové tlupy a úspěšné odchovy
Do zrekonstruovaného pavilonu goril v pražské zoo se v říjnu 2003 vrátily pouze samice Shinda a Kijivu. Tadao a Kamba zůstali v Zoo Dvůr Králové. Ke dvojici goril se pak v listopadu 2003 přidal samec Richard dovezený z britské Paignton Zoo. Ten se začal s Kijivu pářit. V prosinci roku 2004 se tak v Zoo Praha narodilo historicky první mládě gorily nížinné v českých zoo – samička dostala jméno Moja a je dodnes ikonickým symbolem Zoo Praha (ačkoli ji již neobývá). V roce 2005 se kvůli neúspěšnému páření s pravděpodobně neplodným Tadaem vrací do zoo i samice Kamba. Samice Kamba v roce 2007 porodila, ale mládě bylo mrtvé a samice v ohrožení života. Kijivu pak v květnu 2007 úspěšně porodila své druhé mládě - samečka pojmenovaného Tatu.
V roce 2010 přibyly k tlupě hned dvě nové gorily. Zabydlená samice Kijivu porodila v dubnu své již třetí mládě, samečka jménem Kiburi (za kmotra mu přišel zpěvák Karel Gott) a v prosinci dorazila z irského Belfastu v Holandsku narozená samice Bikira. Bikira v roce 2011 porodila samečka jménem Tano, o kterého však nejevila zájem, a tak byl brzo po narození v listopadu roku 2011 přepraven do gorilí školky v německém Stuttgartu. V listopadu se také se zoo rozloučila samička Moja, která byla přesunuta do Španělska  do přírodního parku Cabárceno, kde později v roce 2013 porodila vlastní mládě s tamním samcem Nickym.
V roce 2012 postihla tlupu tragédie, kdy se na provaze při hraní nešťastně oběsil malý sameček Tatu. Ve stejném roce následoval další porod, kdy samice Kijivu přivedla na svět samečka Nuru. Kmotry se mu stali zpěváci Karel Gott, Lucie Bílá a tehdejší primátor hlavního města Prahy Bohuslav Svoboda. V roce 2013 zažila samice Kamba další neúspěšný porod a byla s ohledem na své zdraví sterilizována. Gorily se v témž roce také musely vypořádat s další povodní, která zasáhla spodní areál zoo. Tentokrát ale postačila krátkodobá evakuace goril do protipovodňové věže.
Další velké překvapení se odehrálo až v dubnu roku 2016, kdy nečekaně porodila své první mládě samice Shinda, která do té doby již několikrát potratila (spekulovalo se o trvajícím vlivu antikoncepčního tělíska, které jí bylo zavedeno ještě v zoo v Austrálii). Sameček dostal jméno Ajabu a za kmotry mu šli zpěvačka Lucie Bílá a Štěpán Košík (předseda představenstva společnosti MAFRA).
9. dubna 2021 zemřela na krvácení do břicha samice Bikira.

### Založení nové chovné skupiny v "Rezervaci Dja"
V roce 2022 byla úspěšně dokončena stavba nového pavilonu goril s názvem Rezervace Dja v horní části areálu zoo za Údolím slonů. V červnu 2022 došlo k přesunu části tlupy do nových ubikací s cílem založení nové chovné skupiny. Vzhledem k tomu, že Richard už má v evropských chovech větší množství pokrevních příbuzných, nebylo koordinátorem chovu doporučeno další rozmnožování jeho a jeho synů. Richard, Kiburi a Nuru tak setrvali společně ve starém pavilonu. Tato mládenecká skupina zvládla odchod samic a mladého samečka velmi dobře, zejména Richard si brzy začal užívat zasloužený odpočinek.
Do nové chovné skupiny byly tak přesunuty pouze samice Kijivu, Shinda a Kamba s nedospělým samečkem Ajabuem. K těm se v témž roce přidaly dvě nové gorily - stříbrohřbetý samec Kisumu a samička Duni, která je dcerou v Praze narozené samice Moji. Duni se své matce narodila po přestěhování ve španělském parku Cabárceno v roce 2013. Kisumu se narodil roku 1997 v Mnichově a od svých sedmi let do příchodu do Zoo Praha žil v mládenecké skupině v rakouské Zoo Schmiding, kde dosáhl dospělosti a zralosti na to, aby vedl vlastní tlupu. Svým odchodem uvolnil místo ve své původní domovské zoo pro založení další chovné skupiny vedené zbylým nepřesídleným samcem z jeho mládenecké skupiny jménem Awembe.
Pavilon Rezervace Dja byl pro návštěvníky slavnostně otevřen 28. září 2022 (po otevření nového pavilonu goril Rezervace Dja se původní pavilon goril ve spodní části zoo přejmenoval na Centrum Méfou). V květnu 2023 začala gorilí skupina navštěvovat také venkovní výběh pavilonu Dja a byla oznámena březost samice Duni. Aby gorilí mládě dvojice Kisumu a Duni nevyrůstalo samo, povolil koordinátor chovu v této skupině mládě také další ze samic - v srpnu 2023 byla oznámena březost samice Kijivu, babičky samice Duni. První mládě se v nové chovné skupině v pavilonu Dja narodilo v lednu 2024 samici Duni. Díky vzorku z pupečníku bylo po dvou týdnech potvrzeno, že jde o samičku.

### Výběr jména pro Mojinu vnučku
O návrhy Zoo Praha požádala děti, které žijí v okolí Biosférické rezervace Dja v Kamerunu, kde zoo již přes 10 let provozuje vzdělávací projekt Toulavý autobus. Tyto děti podnikly cestu Toulavým autobusem a staly se tak strážci goril i celého tamního ekosystému. Z deseti návrhů v tamním dialektu badjoué může vítězné jméno vybírat česká veřejnost. Zvýrazněná tři jména postoupila do užšího výběru.
- Koh’Eloo’h - „Přechodová liána“ - symbolizuje překročení řeky oddělující nepřátelský svět, před kterým utíkáme, a nový svět, kde se trvale usazujeme. Takový přechod je možný skrze mytickou liánu zvanou „Koh’Eloo’h“ - pověra mezi komunitami Badjoué.
- Alomo - Měsíc/Luna
- Mbia - Milosrdný/á
- Ekiba - Poděkování
- Mamene - Rozbřesk
- Mobi - Dědic/Dědička
- Boyô - Vycházející slunce
- Somalomo - Název vesničky u Rezervace Dja
- Mbupomo - Lamač aframonu (rostlina, kterou gorily s chutí konzumují)
- Mosâmom - Ten, jehož narození znamená konec války mezi lidmi a zvířaty.

Vítězné jméno Mobi bylo slavnostně oznámeno v sobotu 10. února 2024 za přítomnosti kmotrů - youtubera Kovyho, pražského primátora Bohuslava Svobody a náměstkyně pro oblast životního prostředí Jany Komrskové.

### Páté mládě samice Kijivu
Nový pražský chovný samec Kisumu dostal příležitost zplodit potomka nejen s Mojinou dcerou Duni, ale také s Mojinou matkou Kijivu. Desáté gorilí mládě v Zoo Praha, druhý gorilí přírůstek v Rezervaci Dja a svého pátého potomka porodila samice Kijivu 12. dubna 2024 a jde o nevlastní sestru pro Moju (přes matku) i pro Mobi (přes otce).. Mladý samec Ajabu je pro toto Kijivino mládě bratrancem (přes svou matku a Kijivinu sestru Shindu). Při oslavě 11. května 2024 dostala od své kmotry dr. Jane Goodall tato samička jméno Gaia se symbolickým významem: Matka Země. Přítomnost dvou téměř stejně starých gorilích mláďat je zásadním obohacením života jak pro všechny členy gorilí chovné skupiny, tak zajímavou zkušeností pro chovatele i návštěvníky zoo zejména při pozorování rozdílů v mateřském přístupu mezi samicí Duni, pro kterou je starší mládě Mobi prvním potomkem, a Duninou babičkou zkušenou pětinásobnou matkou Kijivu, která mladšímu mláděti Gaie poskytuje více volnosti nejen při napodobování dovedností staršího mláděte.

## Expozice pro gorily

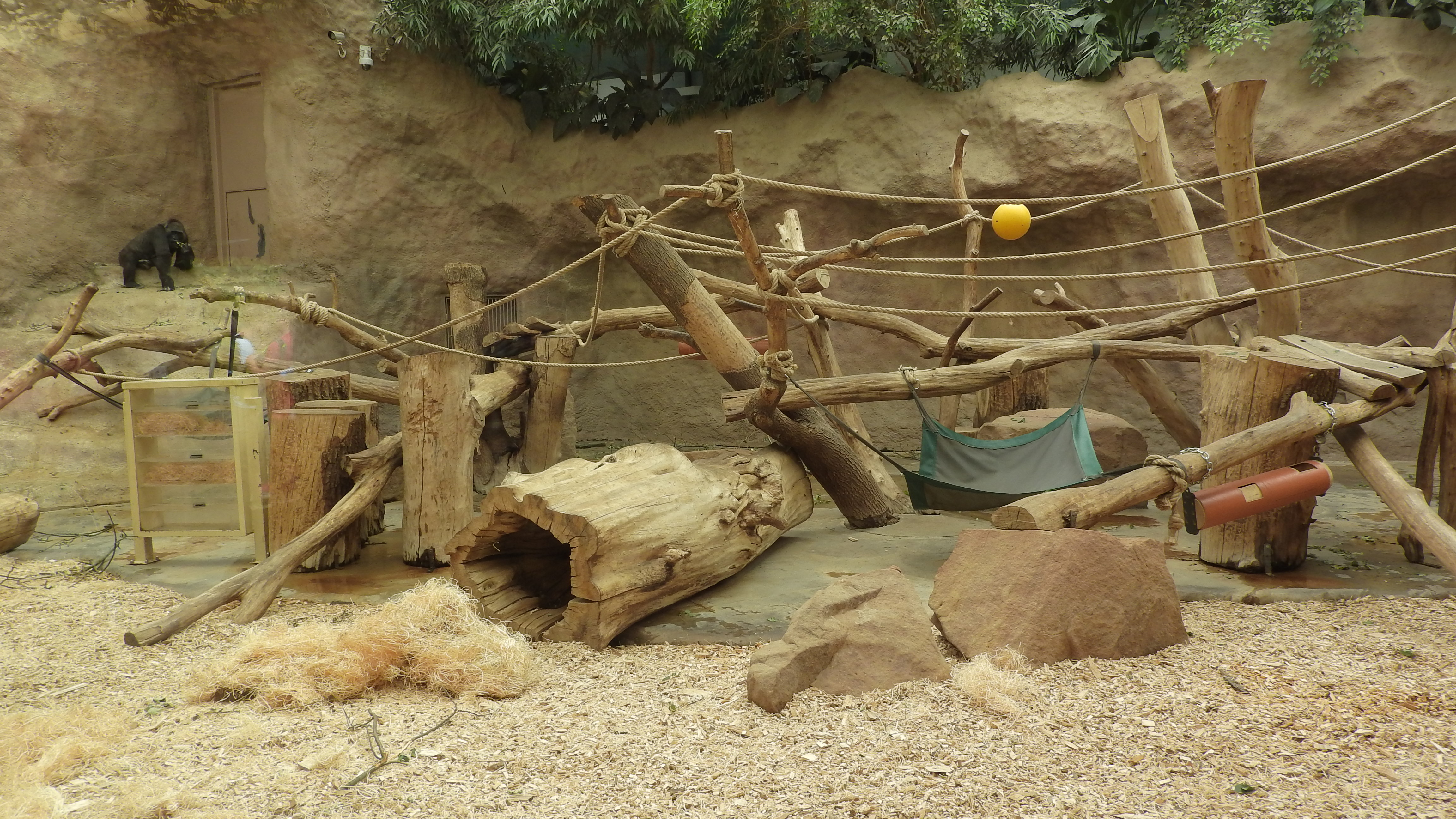
Pavilon goril v záplavovém území po rekonstrukci, léto 2018

Gorily původně v Zoo Praha sídlily v pavilonu opic v horní části zoo, na jehož místě byl postaven pavilon Indonéská džungle.
Roku 2000 se započalo se stavbou samostatného pavilonu goril, který se roku 2001 otevřel nejdříve gorilám a později i veřejnosti. Pavilon zaujímá plochu 798 m2, přilehlý travnatý výběh využívaný gorilami v teplejší polovině roku pak 811 m2. Kromě expozice goril se v pavilonu nachází doplňková expozice pro drápkaté opice a pásovce. Tento pavilon nesl název Pavilon goril.
Pavilon ale leží v záplavovém území, a prošel tak zatěžkávací zkouškou při ničivé povodni hned v roce 2002. Gorily byly přemístěny nejdříve do povodňové věže v pavilonu a poté nuceně evakuovány na člunech ze spodní části areálu. Pavilon pak prošel rekonstrukcí a opět se otevřel veřejnosti v říjnu 2003, tedy po více než roce od povodní. V červnu 2013 přišla další povodeň, kdy ovšem voda nakonec nevystoupala tak vysoko, aby musely být gorily evakuovány. I tak se však pavilon musel znovu rekonstruovat a rozhodlo se o potřebě postavit nový pavilon pro ikonická zvířata Zoo Praha mimo záplavové území.
Následovala tedy jednání zoo o výstavbě nového pavilonu tak, aby v záplavovém území již neležel. Architektonický návrh od architekta Petra Bouřila byl představen v lednu 2015. Stavbu nového pavilonu zkomplikoval soud s městskou částí Troja a dvěma místními zájmovými spolky, které měly ke stavbě výhrady. V roce 2018 se ale po dvouletém průtahu zoo podařilo získat stavební povolení. 9. listopadu 2019 došlo k slavnostnímu zahájení stavby nového pavilonu. Nový pavilon goril byl dokončen zhruba v polovině roku 2022 a byl pojmenován Rezervace Dja. Pavilon byl obydlen částí tlupy v červnu téhož roku. Slavnostně otevřen návštěvníkům byl 28. září 2022. Původní pavilon goril v záplavovém území se po otevření nového pavilonu goril přejmenoval na Centrum Méfou.
Pavilon je nazván podle stejnojmenné přírodní rezervace v Kamerunu, jeho interiéry simulují prostředí kamerunské vesnice a pralesa včetně nativních rostlin. Pro gorily byl uzpůsoben tak, aby sklo vnitřní expozice nepropouštělo rušivé zvuky z míst pro návštěvníky ke gorilám a naopak zvuky z vnitřku expozice byly k návštěvníkům přenášeny. Kromě goril poskytuje zázemí dalším v zoo chovaným africkým druhům zvířat jako jsou guerézy, kočkodani, štětkouni, talapoini, osináci, kaloni a různé druhy bezobratlých, plazů a obojživelníků. Budova se stala největší v zoo, její vnitřní rozloha je zhruba 56x56 metrů, venkovní výběhy se rozkládají na ploše 3000 metrů čtverečních a stála 262 milionů korun.
V září 2023 získal pavilon Rezervace Dja první cenu v soutěži Zelená střecha. Odborná porota se při hodnocení zaměřila na celkový záměr i kvalitu architektonického provedení a technických řešení, udržitelnost projektu, ale i aktuální stav zelené střechy. K vítězství střechy na Rezervaci Dja pak porotci uvedli, že tento pavilon „organickým tvarem a vegetací na střeše dokonale splynul s okolními loukami“.

## Projekt Odhalení
Život goril v Zoo Praha mapoval několik let projekt Odhalení. Ten zpočátku parodoval v té době populární reality show jako BigBrother nebo VyVolení a diváci měli na základě živého vysílání života tlupy z pavilonu zvolit svou nejoblíbenější gorilu, včetně výhry dvanácti melounů pro ni. Výtěžek z pořadu byl využit na podporu goril nížinných v přírodě a na základě pořadu pak vznikla i kniha pohádek o Moje.
Program byl nejprve ukončen Českým rozhlasem v roce 2008 a poté přesunut na server iDnes.cz. Definitivně byl ukončen v roce 2013 na základě stížností, ale i výhrůžek od diváků adresovaných ošetřovatelům zoo, včetně incidentu z roku 2007 kdy neznámý pachatel vhodil do výběhu goril jablka s hřebíky. Zoo pak změnila formát z reality show na pouhý sestřih videí ze života goril. Záznamy projektu Odhalení jsou archivovány na webu rozhlasu, kde jsou nadále přístupné divákům.